# Kelibia
Kelibia (Kélibia) (arabiska: قليبية Qlībiya (fil)), refereras ofta som Calibia av europeiska skribenter är en kuststad på Kap Bonhalvön, Nabeul i den nordöstra delen av Tunisien. Enligt 2014 års folkräkning hade staden 59 000 invånare.  Dess sandstränder anses  vara några av de finaste och vackraste i hela medelhavsregionen. 
Stadens stora sevärdhet är det nyligen återställda citadellet som är synligt från större delen av staden då det är beläget på en höjd ovanför hamnen. 
I juli varje år hålls här en amatörfilmfestival.

## Historia
Staden var under romartiden känd som Clypia eller Clupea och grundläggandet av staden kan härledas tillbaka till 500-talet f.Kr. då staden anlades av karthagerna som den fortifierade staden Aspis. Under det första puniska kriget belägrades dock staden av romarna och staden tillföll Romarriket. 
Clupea var även säte för ett antikt kristet stift. I 411 års konciliet i Kartago som förenade de katolska och donatisterska biskoparna representerades staden Clypia  av den katolske Leodicius och den donatisterske Geminius. Idag är inte Kelibia ett biskopsdöme i den romersk-katolska kyrkan och staden har idag status som död församling.
Under 600-talet erövrades staden av det bysantinska riket, under 700-talet av de muslimska Umayyaderna, och under 1600-talet blev staden en del av det osmanska riket.

## Klimat
Temperaturerna i Kelibia är tack vare dess närhet till havet tämligen svalt jämfört med närliggande orter och klimatet kan betecknas som ett typiskt medelhavsklimat. Regnperioden varar mellan januari och mars.
|                                            | Jan  | Feb  | Mar  | Apr  | Maj  | Jun  | Jul  | Aug  | Sep  | Okt  | Nov  | Dec  |
| ------------------------------------------ | ---- | ---- | ---- | ---- | ---- | ---- | ---- | ---- | ---- | ---- | ---- | ---- |
| Normaldygnets maximitemperaturs medelvärde | 10,7 | 11,0 | 12,9 | 15,4 | 19,4 | 23,4 | 26,8 | 26,9 | 24,4 | 20,0 | 15,0 | 11,5 |
| Normaldygnets minimitemperaturs medelvärde | 5,5  | 5,5  | 7,2  | 9,5  | 12,4 | 16,3 | 18,4 | 19,0 | 17,7 | 14,2 | 9,5  | 6,3  |
|                                            |      |      |      |      |      |      |      |      |      |      |      |      |
| Nederbörd                                  | 63   | 52   | 37   | 26   | 15   | 6    | 0    | 1    | 8    | 9    | 6    | 3    |

| Diagram | temperaturer i °C • månadsnederbörd i mm | temperaturer i °C • månadsnederbörd i mm | temperaturer i °C • månadsnederbörd i mm | temperaturer i °C • månadsnederbörd i mm | temperaturer i °C • månadsnederbörd i mm | temperaturer i °C • månadsnederbörd i mm | temperaturer i °C • månadsnederbörd i mm | temperaturer i °C • månadsnederbörd i mm | temperaturer i °C • månadsnederbörd i mm | temperaturer i °C • månadsnederbörd i mm | temperaturer i °C • månadsnederbörd i mm | temperaturer i °C • månadsnederbörd i mm |
|         | 63 11 6                                  | 52 11 6                                  | 37 13 7                                  | 26 15 10                                 | 15 19 12                                 | 6 23 16                                  | 0 27 18                                  | 1 27 19                                  | 8 24 18                                  | 9 20 14                                  | 6 15 10                                  | 3 12 6                                   |

## Sport
Staden var tillsammans med El Haouaria värd för Women's African Volleyball Club Championship 2022.

## Vänorter
- Spanien Almuñécar (sedan 1986)
- Italien Pantelleria (sedan 1993)
- Italien Marsala (sedan 2003)